# Anatomía de un asesinato
Anatomía de un asesinato (Anatomy of a Murder) es una película estadounidense de 1959, dirigida por Otto Preminger y con James Stewart, Lee Remick y Ben Gazzara en los papeles principales. 
La película trata de un abogado de provincias (James Stewart) que no ha sido reelegido para el cargo de fiscal y ahora se dedica más a la pesca junto a un amigo alcohólico que a su despacho de abogado. Sin embargo, se hace cargo de la defensa de un teniente de la base militar local (Ben Gazzara), a petición de su esposa Laura (Lee Remick). El teniente está acusado de homicidio del propietario de un bar, que ha violado a Laura. El abogado necesitará toda su inteligencia e imaginación para hacer frente a sucesivos obstáculos y resolver las dudas sobre si conserva la capacidad profesional de que hizo gala en otros tiempos, o acaso esté definitivamente adormecida, hasta saber si logra o no triunfar en la defensa.
Está basada en la novela homónima de John D. Voelker, que en 1995 la Mystery Writers of America incluyó en su lista de las cien mejores novelas de misterio de todos los tiempos.
Forma parte del AFI's 10 Top 10 en la categoría de "Películas judiciales".

## Argumento
En Míchigan, el abogado de un pueblo pequeño, Paul Biegler (James Stewart), un exfiscal de distrito que perdió su intento de reelección, dedica la mayor parte de su tiempo a pescar, tocar el piano y pasar el rato con su alcohólico amigo y colega Parnell McCarthy (Arthur O'Connell) y su sardónica secretaria Maida Rutledge (Eve Arden).
Un día, Biegler es contactado por Laura Manion (Lee Remick), la esposa del teniente Frederick "Manny" Manion (Ben Gazzara), que ha sido arrestado por el asesinato de Barney Quill, dueño de un bar. Manion no niega el asesinato, pero afirma que Quill violó a su esposa. 
Incluso con tal motivación, sería difícil conseguir que Manion fuera absuelto de asesinato, pero Manion dice no tener ningún recuerdo del evento, lo que sugiere que puede ser elegible para una defensa por impulso irresistible, una versión de la locura temporal. Sin embargo, el caso de la defensa no va bien, sobre todo por la presencia de dos fiscales ante la alta connotación pública: el fiscal del distrito local (Brooks West) con la asistencia del fiscal general Claude Dancer (George C. Scott). La fiscalía intenta por todos los medios bloquear cualquier mención de los motivos de Manion para matar a Quill. 
Finalmente, Biegler consigue que se reconozca la violación de Laura Manion y el Juez Weaver (Joseph N. Welch) se compromete a permitir que el asunto forme parte de las deliberaciones. Sin embargo, durante el interrogatorio, el fiscal Dancer insinúa que Laura coqueteó abiertamente con otros hombres, incluyendo al hombre que la violó. Los psiquiatras dan testimonios contradictorios sobre el estado mental de Manion en el momento en que mató a Quill. Dancer prosigue indicando que Manion sospecha que su esposa podía haberlo engañado, porque él le pidió a su esposa, católica, que jurara con un rosario que Quill la violó. Esto plantea la duda de si el acto fue consentido o no.

## Reparto
- James Stewart - Paul Biegler
- Lee Remick - Laura Manion
- Ben Gazzara - Frederick Manion, teniente del Ejército de los Estados Unidos
- Arthur O'Connell - Parnell Emmett McCarthy
- Eve Arden - Maida Rutledge
- Kathryn Grant - Mary Pilant
- George C. Scott - Claude Dancer, fiscal del estado
- Orson Bean - Dr. Matthew Smith
- Russ Brown - George Lemon
- Murray Hamilton - Alphonse Paquette
- Brooks West - Mitch Lodwick, fiscal de distrito
- Ken Lynch - James Durgo, detective
- John Qualen - Sulo, comisario
- Howard McNear - Dr. Dompierre
- Emily Eby - Señora Welbourne
- Alexander Campbell - Dr. W. Gregory Harcourt
- Joseph N. Welch - Juez Weaver
- Duke Ellington - "Pie-Eye"

## Premios
- Premio NYFCC 1959: al mejor actor (James Stewart) y al mejor guion (Wendell Mayes).[5]
- Premio Grammy 1959: a la mejor música para cine o televisión (Duke Ellington).[6]
- Premio Laurel de Oro 1960: al mejor drama, la mejor actuación dramática (James Stewart), y la mejor actuación secundaria (Arthur O’Connell).[5]
- Premio Copa Volpi 1959: al mejor actor (James Stewart).[7]

## Candidaturas al premio Oscar
Se propuso como candidata a siete de los Oscar: a la mejor película, al mejor actor principal (James Stewart), al mejor actor de reparto (George C. Scott), al mejor actor de reparto (Arthur O'Connell), al mejor guion adaptado, a la mejor fotografía, y al mejor montaje.